# Le Langon

Le Langon este o comună în departamentul Vendée, Franța. În 2009 avea o populație de 1,091 de locuitori.